# عماد عبد الحليم إسماعيل
عماد عبد الحليم إسماعيل (28 يونيو 1972 -)، هو جاسوس مصري. عمل لصالح إسرائيل زرع في مصر في فترة التسعينيات من القرن الماضي. تم القبض عليه هو وشريكه عزام عزام في عام 1996م.

## المحاكمة والإدانة
في يوليو (تموز) عام 1997 م أدين عماد عبد الحميد إسماعيل بتهمة التجسس ونقل معلومات عن المنشآت الصناعية المصرية إلى إسرائيل، وحكم عليه بخمسة وعشرين عاما بينما حكم على شريكه عزام عزام بالسجن خمسة عشر عاما مع الأشغال الشاقة.

## تقديم التماس للإفراج عنه
في عام 2004 وبعد الإفراج عن شريكه الجاسوس عزام عزام، قدم محامي عماد عبد الحليم إسماعيل طلب التماس للإفراج عنه الذي أكد أنه يستهدف العفو الدستوري وليس القانوني حيث أن القانون لا يجيز العفو عن المتورطين في جرائم التجسس أو الرشوة أو التخابر، إلا أن الدستور أعطى لرئيس الجمهورية الحق في العفو عن أي مجرم مهما كانت جريمته ومساواته بعزام عزام الذي أفرج عنه بعفو من رئيس الجمهورية في صفقة سياسية مع إسرائيل. ولكن حتى الآن لم يتم إعلان العفو عنه.